# Piment oiseau

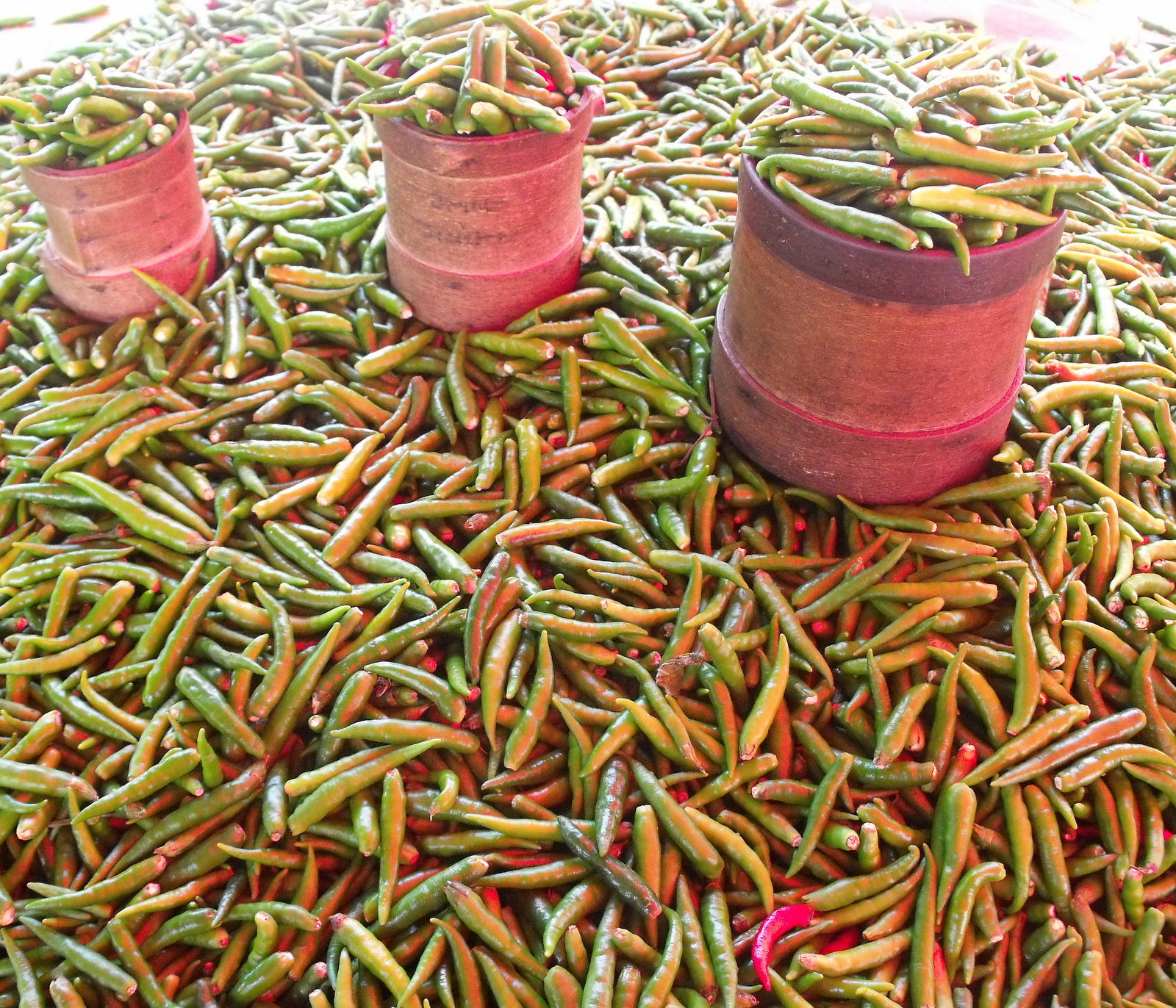
Piments martin.

Le piment oiseau ou piment z'oiseaux ou piment martin est un petit piment rouge ou vert, qui est une variété principalement issue des mascareignes Capsicum frutescens. Il fait partie de la famille des Solanacées qui compte quelque 2 500 espèces. Dans l'échelle de Scoville simplifiée, qui mesure la force des piments, il est classé à un degré 8 (torride), légèrement plus fort que le piment de Cayenne.

## Étymologie
Autrefois, avant que les traitements chimiques soient utilisés, ces piments se trouvaient en abondance dans les champs de canne. Les oiseaux (en étant friands) mangeaient les piments et en rejetaient les graines dans leurs fientes. C’est probablement de cette forme de dissémination que son nom proviendrait. Le nom « martin » serait issu de celui du martin triste (Acridotheres tristis), oiseau de la famille des Sturnidae.
Ce piment peut parfois être appelé piment langue d'oiseau, mais cette appellation est plus large et peut désigner d'autres cultivars, comme le pili-pili.

## Île Maurice et la Réunion
Sur l'île Maurice et l’île de la Réunion le piment oiseau est utilisé dans de nombreuses préparations, dont :
- les huiles pimentées que l’on agrémente d’ail, de clous de girofle et de grains de poivre noir ;
- Le rougail mangue, composé de mangues vertes mixées, de piments, d’oignons émincés et de sel ; servi frais, il accompagne de nombreux plats ;
- Les bonbons piments, à base de pois du Cap, de gingembre, de cumin, d'oignon vert, de curcuma, de piments verts et de coriandre.

De plus sur l'île de la Réunion, dire d’une jeune fille qu'elle est « un piment martin » est une façon de dire qu’elle a un tempérament de feu.

## Conservation
Cette variété de piment est conservée : 
- soit par la congélation,
- soit par la macération dans un bocal auquel on a ajouté une part d'eau bouillie refroidie, une part de vinaigre blanc ainsi qu'une petite quantité de sel,
- soit par la fermentation dans de l'eau salée (3% de sel environ, eau non chlorée),
- Soit par le séchage,
- On trouve aussi une méthode où les piments sont broyés et mélangés avec du gingembre et conservés en bocaux avec de l'huile.

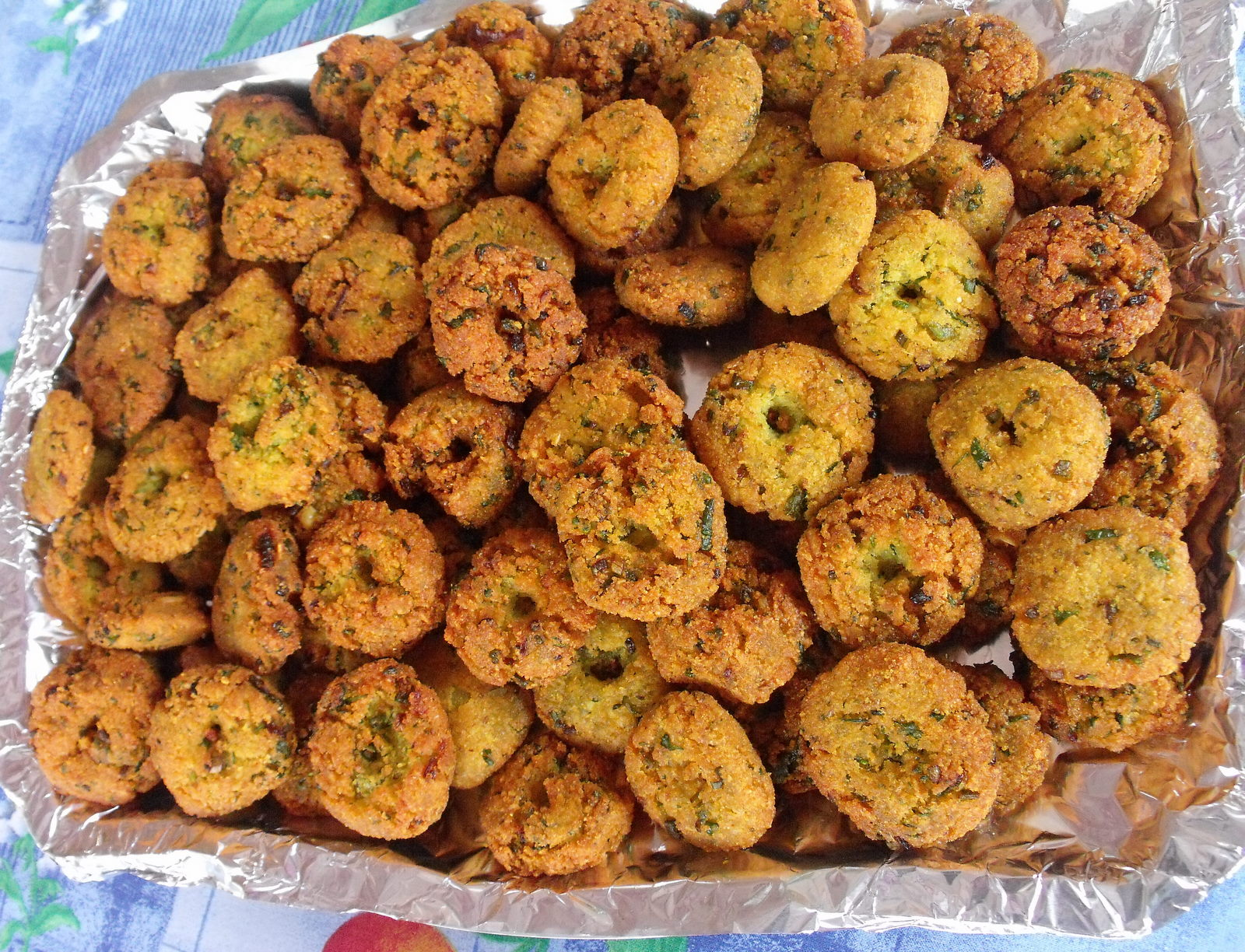
Bonbons piment.